# Erythropotamos
Erythropotamos (græsk: Ερυθροπόταμος, der betyder "røde flod") eller Luda reka ( bulgarsk: Луда река , der betyder "den gale flod") er en flod i det sydlige Bulgarien (Haskovo-provinsen) og det nordøstlige Grækenland (Evros regionale enhed). Dens tyrkiske navn var Kızıldelisu. Dens kilde er nær landsbyen Mega Dereio. Den løber ud i Maritsa (Evros) nær Didymoteicho.
Kilden til floden er i den østlige del af Rhodope-bjergene i den vestlige del af den regionale enhed Evros, nær landsbyen Mikro Dereio. Den krydser grænsen til Bulgarien nær Gorno Lukovo i Ivaylovgrad kommune og danner den græsk-bulgarske grænse på flere kilometer. Den krydser tilbage til Grækenland mellem landsbyerne Siv Kladenets og Alepochori . Den passerer landsbyerne Ladi, Mani og Koufofouno, før den løber ud i Evros lige efter Didymoteicho.
Dens største biflod er Byala reka ("hvide flod") i Bulgarien, som løber ud i Luda reka nær landsbyen Odrintsi .
1. ↑  Navnet er anført på svensk og stammer fra Wikidata hvor navnet endnu ikke findes på dansk.